# Marina (telenovela)
Marina es una telenovela mexicana-estadounidense, producida por Argos Comunicación para Telemundo. Fue una adaptación de Alberto Gómez, fusión de las telenovelas Los ricos también lloran, Maria la del Barrio y  la radionovela Cuando se regala un hijo.
Protagonizada por Sandra Echeverría y Mauricio Ochmann, quien fue sustituido por Manolo Cardona; y con las participaciones antagónicas de Aylín Mujica, Eduardo Victoria, Carlos Miguel Caballero, Elizabeth Cervantes y Sandra Destenave. Cuenta además con las actuaciones estelares de Ilean Almaguer, Alfonso Dosal y los primeros actores Humberto Zurita y Susana Dosamantes.

## Argumento
Trata la historia de Marina (muchacha dulce, ingenua y valiente) que se gana la vida como conductora de lanchas en Acapulco. Su mundo se derrumba cuando su madre fallece inesperadamente y entra a trabajar a la lujosa mansión de la familia Alarcón Morales (eso sí no será bien recibida por todos). En aquella casa, se encontrará frente a frente con la maldad y el desprecio pero también con la dulce protección de don Guillermo. Él quiere que sea como una más de la familia. Incluso, don Guillermo es en realidad su tío. 
Ella (sin saberlo)tan dueña como demás miembros del clan de todo el lujo que la rodea. Y será precisamente allí donde encontrará el amor. Precisamente en Ricardo Alarcón (apuesto joven) cuya única profesión es gastar dinero mientras vive tormentoso matrimonio con Adriana (Adriana tratará de hacerle la vida imposible a ella). Esta última blanco de humillaciones y burlas. Sin embargo, con su carácter salvaje y su valiente forma de defenderse sabrá hacer frente a sus enemigos. Eso sí, robará el corazón de muchos así como también el hecho de afrontar varios obstáculos para lograr ser feliz junto a su amor llamado Ricardo.

## Elenco
- Sandra Echeverría - Marina Alarcón Hernández
- Mauricio Ochmann - Ricardo Alarcón Morales #1
- Manolo Cardona - Ricardo Alarcón Morales #2
- Aylín Mujica - Verónica Saldívar Castaño / Laura Saldívar Castaño
- Humberto Zurita - Guillermo Alarcón Herrera
- Susana Dosamantes - Alberta Morales Vda. de Alarcón
- Marta Aura - Guadalupe "Lupe" Tovar
- Carlos Miguel Caballero - Julio Montiel Palafox
- Eduardo Victoria - Federico Santibáñez
- Elizabeth Cervantes - Sara López
- Sandra Destenave - Adriana de Alarcón
- Gustavo Navarro - Daniel / Christian
- Pablo Azar - Papalote
- Karina Mora - Matilde Vega de Alarcón
- Angélica Celaya - Rosalba Álvarez
- Jorge Luis Vázquez - Elias Alarcón Morales
- Mara Cuevas - Lucia Saldívar
- Verónica Terán - Blanca
- Claudia Lobo - Chela
- Beatriz Cecilia - Pastora
- Gloria Stálina - Mayra Jiménez Álvarez
- Georgina Tabora - Clorinda
- Carlos Corona - El Latas
- Guadalupe Martínez - Balbina
- Ilean Almaguer - Patricia "Patty" Alarcón
- Alfonso Dosal - Ricardo Alarcón
- Jimena Guerra - Silvia Oropeza
- John Germán - Bruno Alarcón Vega
- Emilio Guerrero - Profesor Jacinto Oropeza

Actuaciones Especiales
- Dolores Heredia - Rosa Hernández
- Lourdes Villarreal - Lázara
- Rakel Adriana - Gertrudis
- Graciela Orozco - Leandra
- Verannetthe Lozano - Sabrina
- Lesley Mychelle - Gala Alarcón
- Ruben Cristiany - Joaquin
- Adriano Zendejas - Ricardo "Chuy" Alarcón (niño)
- Maria Del Carmen Félix - Elizabeth
- Martin Navarrete - Doctor Valverde
- Xavier Del Valle - Padre Tomás
- Misha Herrera - Damián Zambrano
- Juan Alejandro Ávila - Inspector León Felipe
- Roxana Chávez - Dra. Villanueva
- Guadalupe Damian - Malvaloca
- Rosario Zúñiga - Julia
- Liz Gallardo - Maria
- Yuriria Del Valle - Monica Favela
- Fabián Mejía - "Dr. Urdaneta"